# Deutschland Tour
Deutschland Tour je etapový mužský cyklistický závod konaný v Německu. Závod byl založen v roce 1911. V roce 2020 se závod stal součástí UCI ProSeries. Ročník 2020 byl zrušen kvůli pandemii covidu-19.

## Historie
Závod se původně konal na přelomu května a června, ale v období let 2005 a 2008 byl přesunut na srpen, neboť se stal součástí UCI ProTour. V říjnu 2008 organizátoři závodu oznámili, že se ročník 2009 neuskuteční kvůli dopingovým skandálům, které byly odhaleny ve světě cyklistiky. Sponzoři nebyli ochotní devítidenní závod financovat po dalších pozitivních testech na krevní doping CERA. V roce 2018 byl závod obnoven pod vedením Amaury Sport Organisation. Datum bylo stanoveno na 23. – 26. srpna 2018 a trasa byla umístěna do jihozápadního Německa.

## Seznam vítězů
| Rok       | Země                               | Jezdec                             | Tým                                |
| --------- | ---------------------------------- | ---------------------------------- | ---------------------------------- |
| 1911      | Německo                            | Hans Ludwig                        |                                    |
| 1912–1921 | Nejelo se                          | Nejelo se                          | Nejelo se                          |
| 1922      | Německo                            | Adolf Huschke                      |                                    |
| 1923–1926 | Nejelo se                          | Nejelo se                          | Nejelo se                          |
| 1927      | Německo                            | Rudolf Wolke                       |                                    |
| 1928–1929 | Nejelo se                          | Nejelo se                          | Nejelo se                          |
| 1930      | Německo                            | Hermann Buse                       | Dürkopp Adler                      |
| 1931      | Německo                            | Erich Metze                        |                                    |
| 1932–1936 | Nejelo se                          | Nejelo se                          | Nejelo se                          |
| 1937      | Německo                            | Otto Weckerling                    | Dürkopp Adler                      |
| 1938      | Německo                            | Hermann Schild                     | Presto                             |
| 1939      | Německo                            | Georg Umbenhauer                   | RV Union 1886–Nürnberg             |
| 1940–1946 | Nejelo se                          | Nejelo se                          | Nejelo se                          |
| 1947      | Německo                            | Erich Bautz                        | Patria W.K.C.                      |
| 1948      | Německo                            | Phillip Hilpert                    |                                    |
| 1949      | Německo                            | Harry Saager                       | Rabeneick                          |
| 1950      | Belgie                             | Roger Gyselinck                    |                                    |
| 1951      | Itálie                             | Guido de Santi                     | Colomb–Manera                      |
| 1952      | Belgie                             | Isidore Derijck                    |                                    |
| 1953–1959 | Nejelo se                          | Nejelo se                          | Nejelo se                          |
| 1960      | Nizozemsko                         | Ab Geldermans                      | Rapha–Gitane–Dunlop                |
| 1961      | Nejelo se                          | Nejelo se                          | Nejelo se                          |
| 1962      | Nizozemsko                         | Peter Post                         | Flandria–Faema–Clement             |
| 1963–1978 | Nejelo se                          | Nejelo se                          | Nejelo se                          |
| 1979      | Západní Německo                    | Dietrich Thurau                    | IJsboerke                          |
| 1980      | Západní Německo                    | Gregor Braun                       | Samson–Campagnolo                  |
| 1981      | Itálie                             | Silvano Contini                    | Bianchi–Faema                      |
| 1982      | Nizozemsko                         | Theo de Rooij                      | Capri Sonne                        |
| 1983–1998 | Nejelo se                          | Nejelo se                          | Nejelo se                          |
| 1999      | Německo                            | Jens Heppner                       | Team Telekom                       |
| 2000      | Španělsko                          | David Plaza                        | S.L. Benfica                       |
| 2001      | Kazachstán                         | Alexandr Vinokurov                 | Team Telekom                       |
| 2002      | Španělsko                          | Igon Gonzáles de Galdeano          | ONCE                               |
| 2003      | Austrálie                          | Michael Rogers                     | Quick-Step–Davitamon               |
| 2004      | Německo                            | Patrick Sinkewitz                  | Quick-Step–Davitamon               |
| 2005      | Spojené státy                      | Levi Leipheimer                    | Gerolsteiner                       |
| 2006      | Německo                            | Jens Voigt                         | Team CSC                           |
| 2007      | Německo                            | Jens Voigt                         | Team CSC                           |
| 2008      | Německo                            | Linus Gerdemann                    | Team Columbia                      |
| 2009–2017 | Nejelo se                          | Nejelo se                          | Nejelo se                          |
| 2018      | Slovinsko                          | Matej Mohorič                      | Bahrain–Merida                     |
| 2019      | Belgie                             | Jasper Stuyven                     | Trek–Segafredo                     |
| 2020      | Nejelo se kvůli pandemii covidu-19 | Nejelo se kvůli pandemii covidu-19 | Nejelo se kvůli pandemii covidu-19 |
| 2021      | Německo                            | Nils Politt                        | Bora–Hansgrohe                     |
| 2022      | Spojené království                 | Adam Yates                         | Ineos Grenadiers                   |
| 2023      | Belgie                             | Ilan Van Wilder                    | Soudal–Quick-Step                  |
| 2024      | Dánsko                             | Mads Pedersen                      | Lidl–Trek                          |